# Burning Meditation
Burning Meditation (japanischer Titel 豊住 芳三郎) ist ein Musikalbum von Wadada Leo Smith und Sabu Toyozumi. Die live am 22. März 1994 im Creative Space Akarenga in Yamaguchi City entstandenen Aufnahmen erschienen 2018 auf NoBusiness Records.

## Hintergrund
Das Album enthält einen Livemitschnitt eines Konzertes von 1994, bei dem der Trompeter Wadada Leo Smith mit dem japanischen Schlagzeuger Sabu Toyozumi auftrat. Es ist Teil der Reihe japanischer Archivaufnahmen von Chap Chap Records, die auf dem litauischen Label NoBusiness Records veröffentlicht wurden. Smiths Affinität zu Schlagzeugern manifestiert sich in einer Reihe von Duos mit Künstlern wie Günter Sommer, Jack DeJohnette, Adam Rudolph, Louis Moholo und Han Bennink; die erste Studiobegegnung war offenbar 1986 seine Aufnahme mit Ed Blackwell, die auf The Blue Mountain Sun’s Drummer (Kabell, 2010) dokumentiert ist. Smith variiert die Texturen kurz mit Färbungen auf Flöte und Koto. Außerdem singt und spielt er ein Daumenklavier in „There Are Human Rights Blues“, einem Stück, das an „Don't You Remember“ von Kulture Jazz (ECM, 1992) erinnert, so John Sharpe.

## Titelliste
- Wadada Leo Smith / Sabu Toyozumi: Burning Meditation (NoBusiness Records)[2]

1. Creative Music 1 – Red Mountain Garden, Wild Irises and Glacier Lines 15:53
2. Burning Meditation – Uprising 14:30
3. Voices – Agano River Flow 10:32
4. Don Cherry, A Silver Flute Song 7:51
5. There Are Human Rights Blues (Wadada Leo Smith) 8:27
6. Stars, Lightening Bugs and Chrysanthemum Flowers 5:28

Wenn nicht anders vermerkt, stammen die Kompositionen von Wadada Leo Smith und Sabu Toyozumi.

## Rezeption

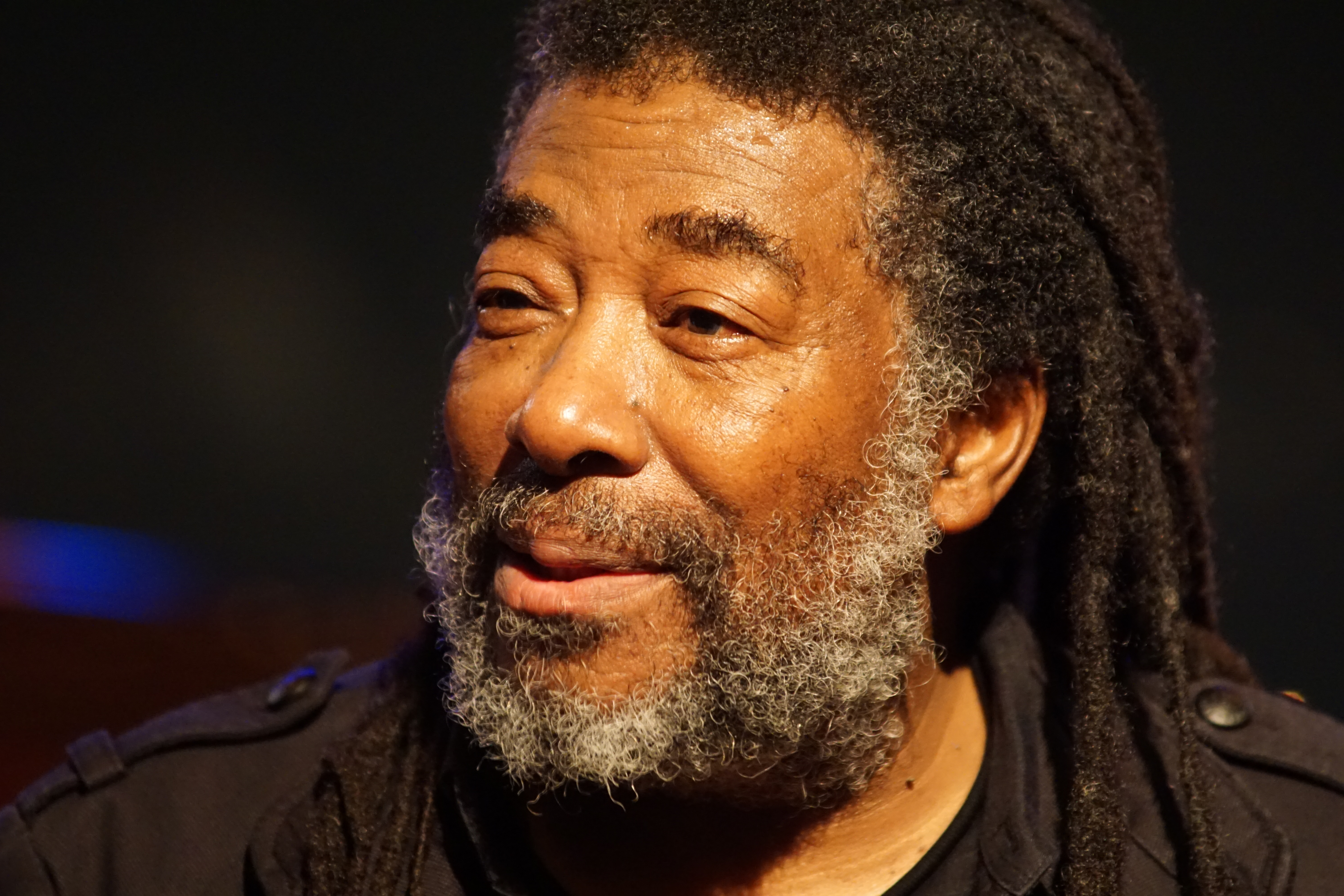
Wadada Leo Smith (2014)

Nach Ansicht von John Sharpe, der das Album in All About Jazz rezensierte, hat der Trompeter Wadada Leo Smith das japanische Konzept des Ma – die Feier des Raumes zwischen den Dingen – uneingeschränkt nachvollzogen. Raum und Stille seien in seiner Konzeption ebenso wichtig wie der Klang. Smiths erdige Lyrik würde den offenen Dialog von „Creative Music 1 – Red Mountain Garden, Wild Irises and Glacier Lines“ durchdringen, getragen von Toyozumis spärlichem Rumpeln und Krachen. Der Schlagzeuger fungiere als gleichberechtigter Partner; er bewirke ebenso wie Smith Richtungswechsel durch dynamische Verschiebungen, was in „Voices – Agano River Flow“ deutlich werde, wo seine durchsetzungsstarken Rhythmusmuster den Trompeter mit Energie versorgen, einfühlsam begleitet vom Schlagzeuger. Wenn er möchte, würde Toyozumi über mehr Jazz-Gefühl als viele japanische Free-Drummer verfügen, vielleicht als Folge seiner Erfahrung, und dieses Zusammentreffen der Geister sei der Schlüssel zum Erfolg dieser Aufführung.
Obwohl die beiden Musiker vorher noch nicht zusammen aufgetreten seien, entwickelten sie in diesem kleinen Rathaus in Yamaguchi, Japan, eine starke Beziehung, die die große Vorstellungskraft und Mäßigung jedes Einzelnen zeige, schrieb Kevin Le Gendre in Jazzwise. Toyozumi sei mit seinem weitgehend sparsamen Umgang mit dem Schlagzeug eine echte Offenbarung. Er würde Becken und Basstrommel wohldosiert einsetzen, sodass ein solides, warmes, aber nicht aufdringliches Pochen entsteht, vor dem Smiths flüchtige Melodien erklingen. Wie bei den besten frei improvisierten Sessions ließen die Musiker ihrem Herzen freien Lauf und bleiben gleichzeitig konzentriert. Die Passagen, in denen Toyozumi von gebrochenen Rhythmen zu klobigen, funkigen Achteln und schließlich zu einem flüssigeren Puls gleitet, seien mitreißend. Eine Rarität, die es wert sei, näher betrachtet zu werden, und eine bemerkenswerte Ergänzung in der Diskographie des Trompeters.